# Otto Strömberg
Otto Mauritz Strömberg (i riksdagen kallad Strömberg i Österbybruk, senare Strömberg i Stockholm), född 28 augusti 1856 i Örebro Nikolai församling, Örebro, död 29 december 1939 i Hedvig Eleonora församling, Stockholm, bruksdisponent, riksdagsman och politiker. Han var arrendator av Ekhov vid Mariefred.

## Biografi
Strömberg studerade först vid Örebro läroverk, 1874–1877 på Teknologiska institutet (1876–1877 på Bergsskolan i Falun) och blev bergsingenjör sistnämnda år. Åren 1877–1881 var han ingenjör och bokhållare vid Utansjö bruk i Högsjö socken i Ångermanland. Han var bruksförvaltare vid Strömsbergsverken 1881–1892 och disponent där 1893–1897. Åren 1897–1916 var han disponent vid Österby bruk i Uppsala län. Åren 1887–1896 och 1899 till 1915 var han landstingsman i Uppsala läns landsting. Han var landstingets vice ordförande 1902 till 1907 och ordförande 1908–1915.

### Riksdagsman
Han var ledamot av riksdagens första kammare från 1905 års andra urtima riksdag till 1919 för Uppsala läns valkrets, samt 1922 för Stockholms läns och Uppsala läns valkrets. Partipolitiskt tillhörde han 1905 till 1909 Första kammarens protektionistiska parti, 1910 till 1911 det förenade högerpartiet och från 1912 1919 samt 1922 Första kammarens nationella parti.

### Familj
Strömberg var son till rektorn Johan Emil Strömberg och Mathilda Lovis Bronell. Han gifte sig 1902 med Ellen Charlotta Lundberg (född 1871, död 1924), dotter till maskindirektören Henrik Johan Lundberg och Ophelia Görges. Paret Strömberg fick två barn:
- Elsa Margareta, född 1903
- Sven Johan Mauritz Strömberg, född 1905, död 1982

Makarna Strömberg är begravda på Norra begravningsplatsen utanför Stockholm.

## Utmärkelser
- Kommendör av första klassen av Vasaorden, 6 juni 1921.[5]
- Kommendör av andra klassen av Vasaorden, 6 juni 1913.[6]
- Riddare av Nordstjärneorden, 1908.[7]